# Александровка (Бершаковское сельское поселение)
Александровка — село в Шебекинском районе Белгородской области, в составе Бершаковского сельского поселения.

## География
Село расположено в восточной части Белгородской области, в 39 км по прямой к востоко-северо-востоку от районного центра, города Шебекина.
В том же Шебекинском районе имеется одноимённый населённый пункт в 22,9 км к северо-западу от села.
В соседнем Волоконовском районе имеются населённые пункты с перекликающимися названиями — Новоалександровка и Волчья Александровка (оба на реке Волчьей, примерно в 5 км по прямой к юго-востоку), а также одноимённый топоним (в 33 км по прямой в юго-восточном направлении).

## История
В 1859 году упоминается как Валуйского уезда «слобода владельческая Александровка при речке Волчей» в 65 верстах от уездного города «между проселочными трактами на города Харьков и Старый Оскол».

## Население
В 1859 году в Александровке было 784 жителя (369 мужского и 115 женского пола).
| 2002 | 2010 |
| ---- | ---- |
| 376  | ↗379 |

## Достопримечательности
- Братская могила 19 советских воинов, погибших в боях с фашистскими захватчиками (1942-1945), в центре села[3].